# Сі Бриз

Логотип Сі Бриз — 2007

Навчання «Сі Бриз» (англ. Sea Breeze exercise) — багатонаціональні військові навчання, які проводяться на території України, починаючи з 1997 року, відповідно до Меморандуму про взаєморозуміння і співробітництво в галузі оборонних та військових відносин між Міноборони США і Міноборони України від 1993 року. Співорганізаторами навчань виступають Україна та США.

## Мета
Метою навчань є покращення співпраці і координації між країнами чорноморського регіону, окрім РФ, відпрацювання маневрів в морі і на суходолі. За домовленістю, Україна надає військову і цивільну інфраструктуру чорноморського узбережжя, а США підтримують навчання фінансово, надають поміч в техніці та обладнанні. Навчання не проводяться виключно з країнами-членами НАТО — участь в них беруть як члени блоку, так і інші країни.

## Історія проведення

### Сі Бриз—1997 (25— 31 серпня)
Навчання проводились близ Донузлаву та на полігоні «Широкий лан». Морська фаза проводилася у північно-західній частині Чорного моря. У командно-штабних навчаннях взяли участь 6 країн. ВМС України представляли дві бригади надводних кораблів і рота морської піхоти.

### Сі Бриз—1998 (25 жовтня— 4 листопада)
В навчаннях у північно-західній частині Чорного моря і на полігоні «Широкий лан» взяли участь 11 країн, в тому числі — Росія, яка була представлена 3-ма бойовими кораблями. ВМС України представляли 1-а бригада надводних кораблів і рота морської піхоти.

### Сі Бриз—1999 (8— 16 грудня)
Морська фаза навчань проводилася у Середземному морі. ВМС України представляли фрегат «Гетьман Сагайдачний» і корабель управління «Славутич». Берегова фаза пройшла у Одесі як комп'ютерні командно-штабні навчання.

### Сі Бриз—2001 (5— 16 липня)
Навчання проводились як оперативно-тактичні маневри. Вперше проводились з використанням в штабних процедурах керівництва з оперативної підготовки Збройних Сил США.

### Сі Бриз—2002 (3— 15 липня)
Навчання проводилися в Середземному морі поблизу Сицилії, у навчаннях узяли участь три українські кораблі та есмінець ВМС США «Рузвельт». Відпрацьовувалась взаємодія кораблів.

### Сі Бриз—2007 (7— 22 липня)
Ювілейні (10 річниця) українсько-американські навчання відбувались в рамках програми НАТО «Партнерство заради миру», також брали участь військовослужбовці 11 країн: Азербайджану, Вірменії, Греції, Грузії, Канади, Латвії, Македонії, Молдови, Німеччини, Румунії та Туреччини. Сухопутна частина міжнародних військово-морських навчань «Сі Бриз—2007» проходила на території Одеської і Миколаївської областей.
Від ЗС України до навчань було залучено 10 кораблів і суден, три літаки, до 8 вертольотів, команду водолазів, рятувальну парашутно-десантну команду, посилену роту морської піхоти, бронетехніку.

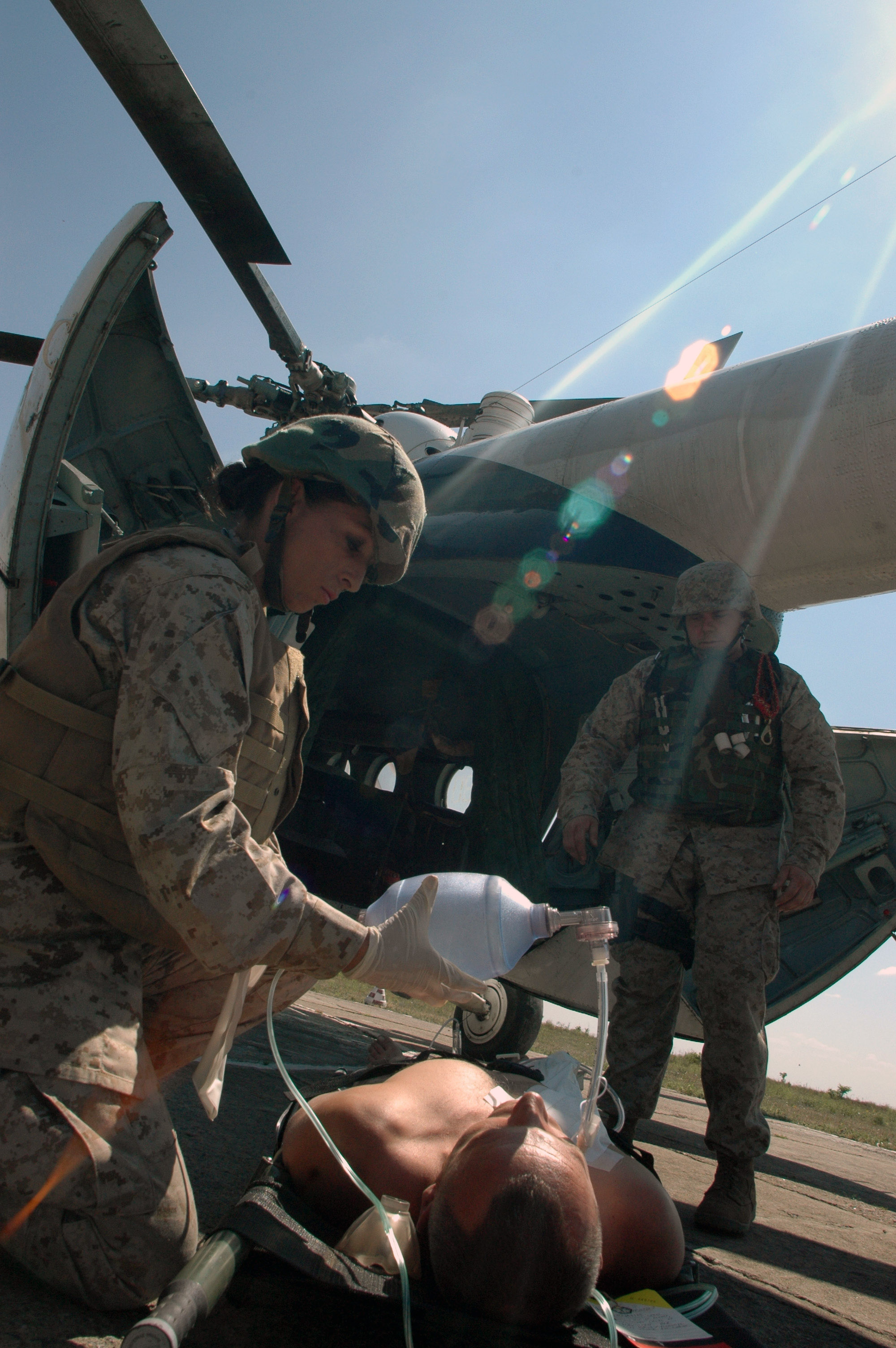
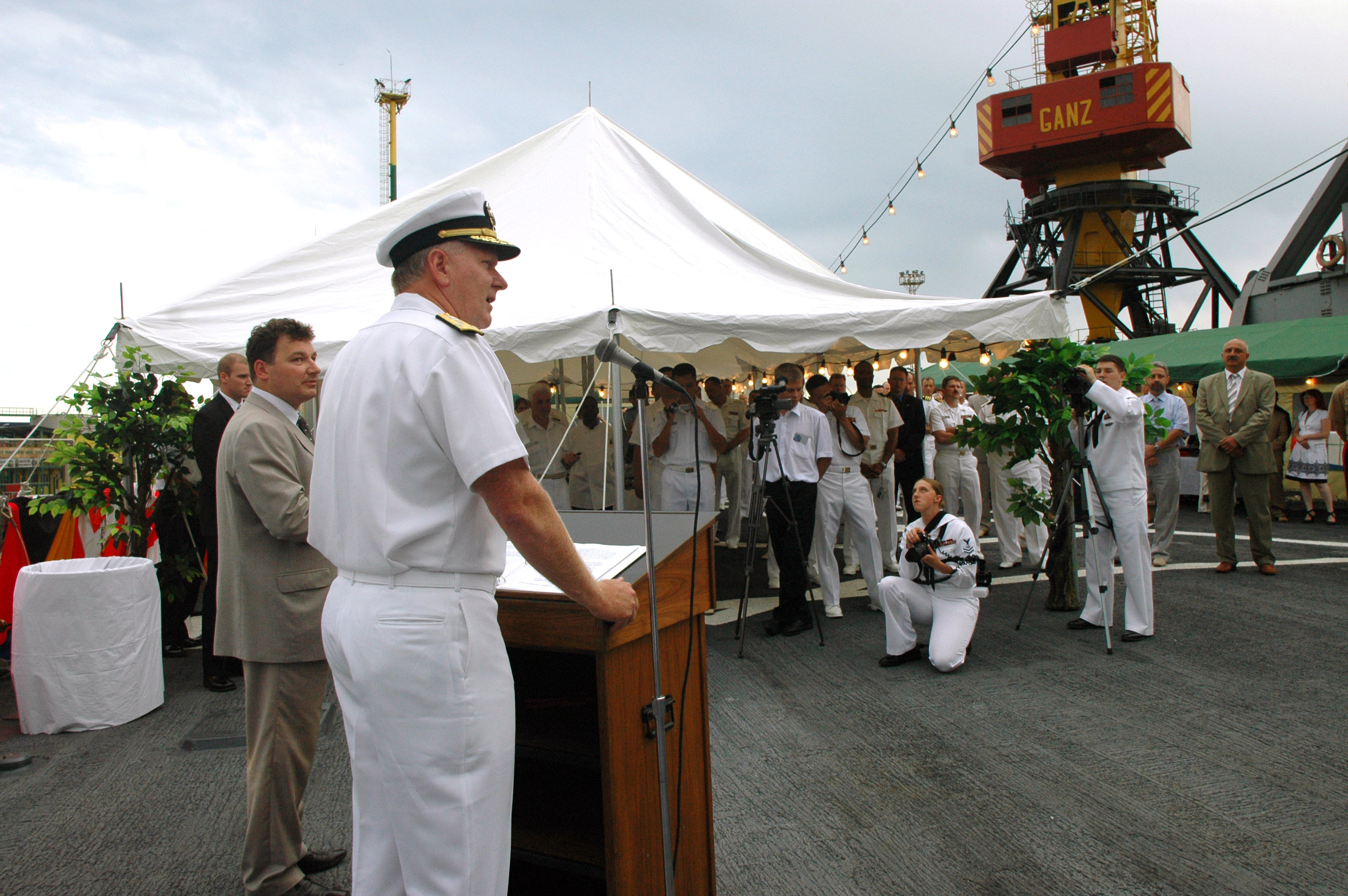
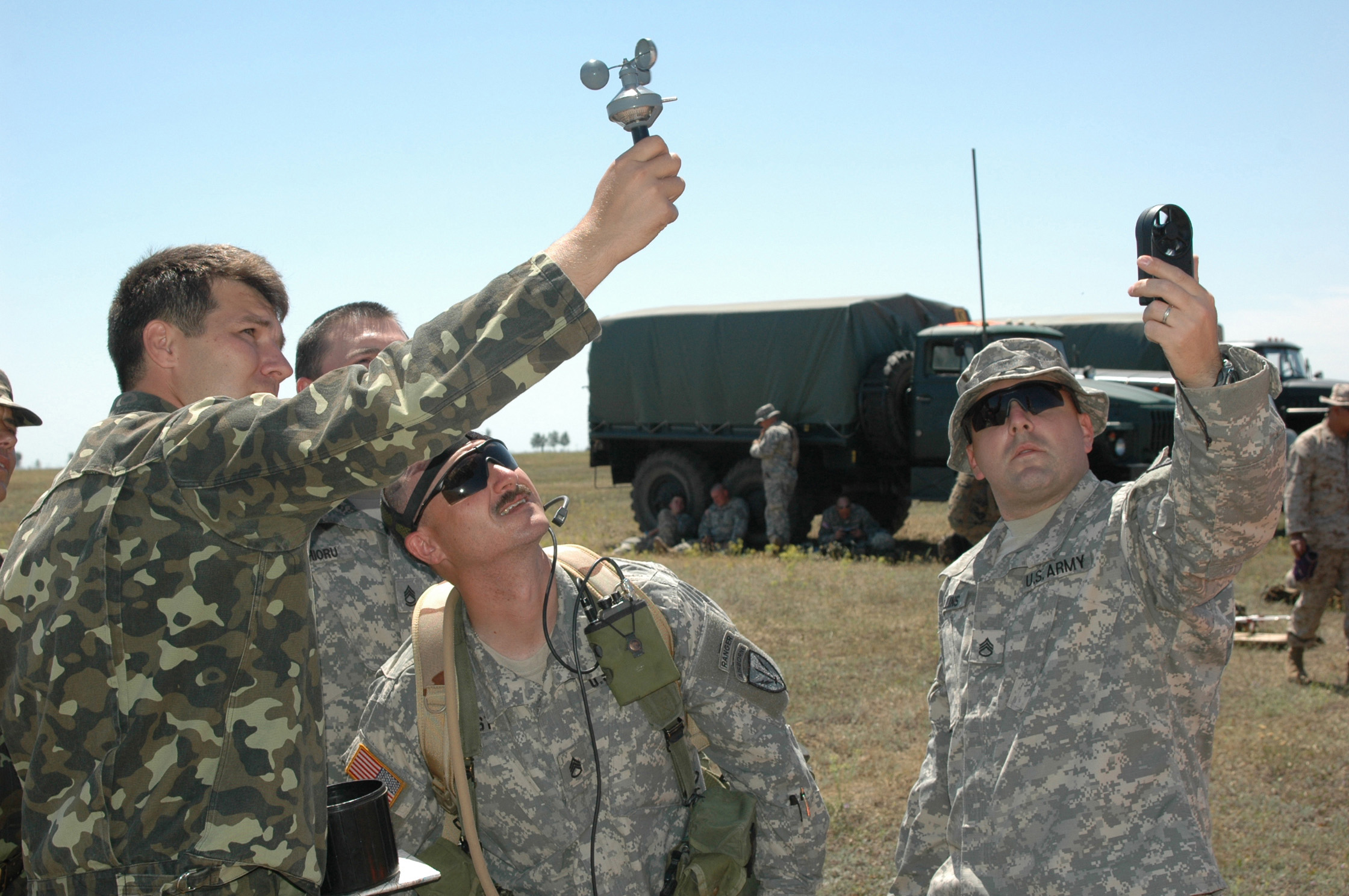
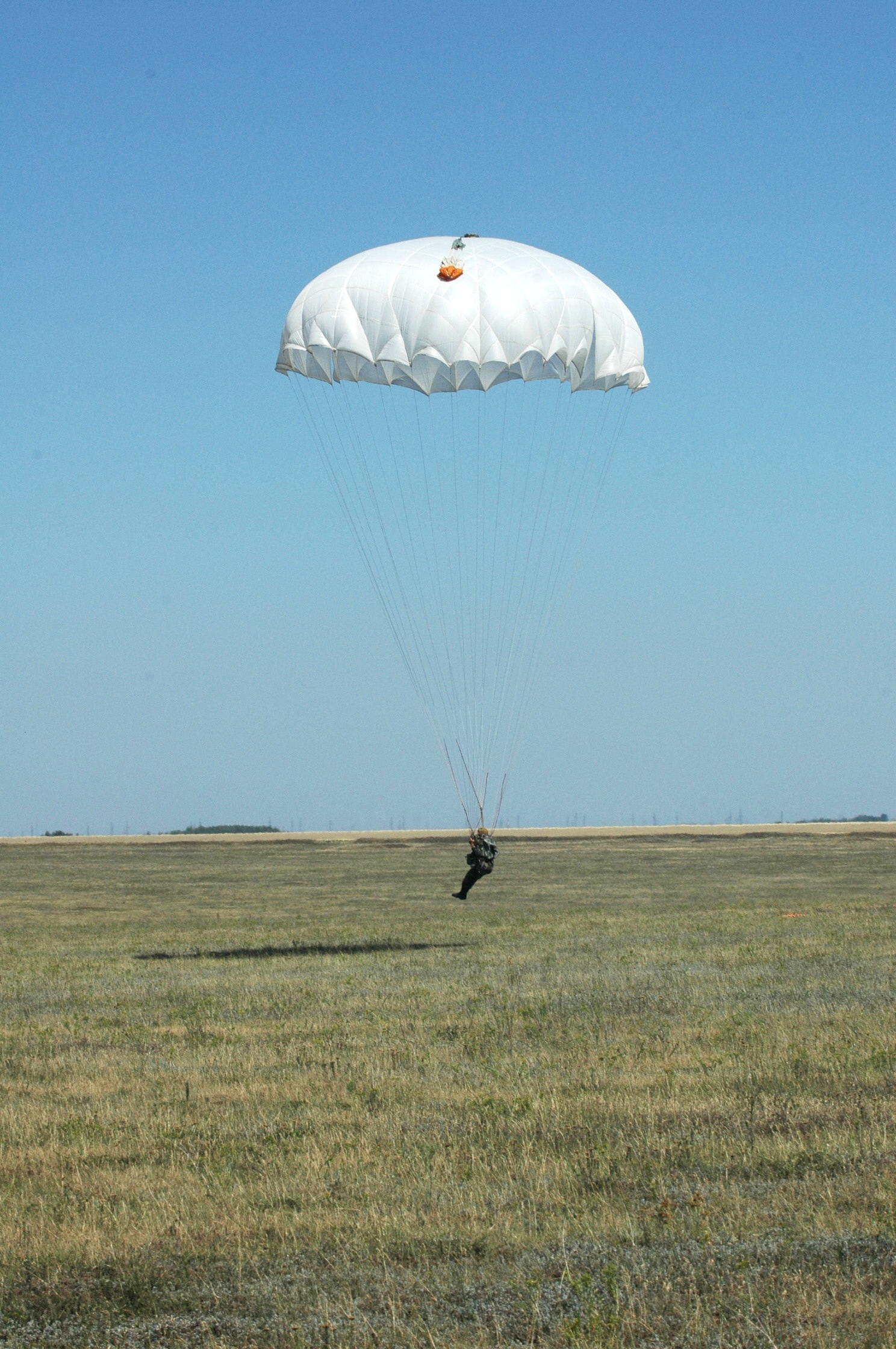

«Сі Бриз—2007» проходили у чотири етапи.
- В ході першого етапу (7-9 липня) відбувалось прибуття сил країн-учасниць навчань, формування тактичних груп, початок роботи багатонаціонального штабу навчання, розбиття табору та підготовка навчальних місць підрозділів морської піхоти.
- Під час другого етапу (9-14 липня) відбувалась базова підготовка кораблів.
- Третій етап маневрів (15-19 липня) — практичний етап навчання. Протягом п'яти діб у морі та на узбережжі відбувались спільні тренування та навчання Сил миротворчих операцій.
- На четвертому етапі (20-22 липня) відбувалось згортання сил та підбиття підсумків навчання.

Керівником навчань «Сі Бриз—2007» було призначено віце-адмірала Віктора Максимова, на той час першого заступника командувача Військово-Морських Сил ЗС України.

### Сі Бриз—2008 (14— 28 липня)
У навчаннях брали участь 17 країн: Австрія, Азербайджан, Бельгія, Велика Британія, Вірменія, Греція, Грузія, Данія, Канада, Латвія, Македонія, Румунія, США, Туреччина, Україна, Франція і Німеччина. Загалом взяли участь до 1 тисячі військових.
Відпрацьовувались тактичне маневрування, пошук підводного човна у визначеному районі, проведення пошуково-рятувальних дій, огляд підозрілого судна, протикорабельної та протиповітряної оборони, поповнення запасів на ходу в морі, виконання практичних артилерійських стрільб. Морські піхотинці відпрацювали спільні тренування на місцях, висадку на необладнане узбережжя та створення зони безпеки. Також були проведені вертолітні тренування, тренування з повітряно-десантної та вогневої підготовки, організації патрулювання, логістичного забезпечення під час підготовки та проведення миротворчої операції тощо.

### Сі Бриз—2010 (12— 23 липня)
Навчання у 2010 році тривали майже два тижні. Тема навчань: «Планування й проведення міжнародної антипіратської операції». У навчаннях, окрім військовослужбовців України та США, брали участь представники ще 11 країн (Азербайджану, Бельгії, Німеччини, Греції, Грузії, Данії, Молдови, Польщі, Туреччини і Швеції та військовий спостерігач від Австрії), майже три десятки бойових кораблів та катерів, 12 одиниць авіаційної техніки. За оцінками експертів, це були одні з наймасштабніших за останні роки військові багатонаціональні навчання на території України.

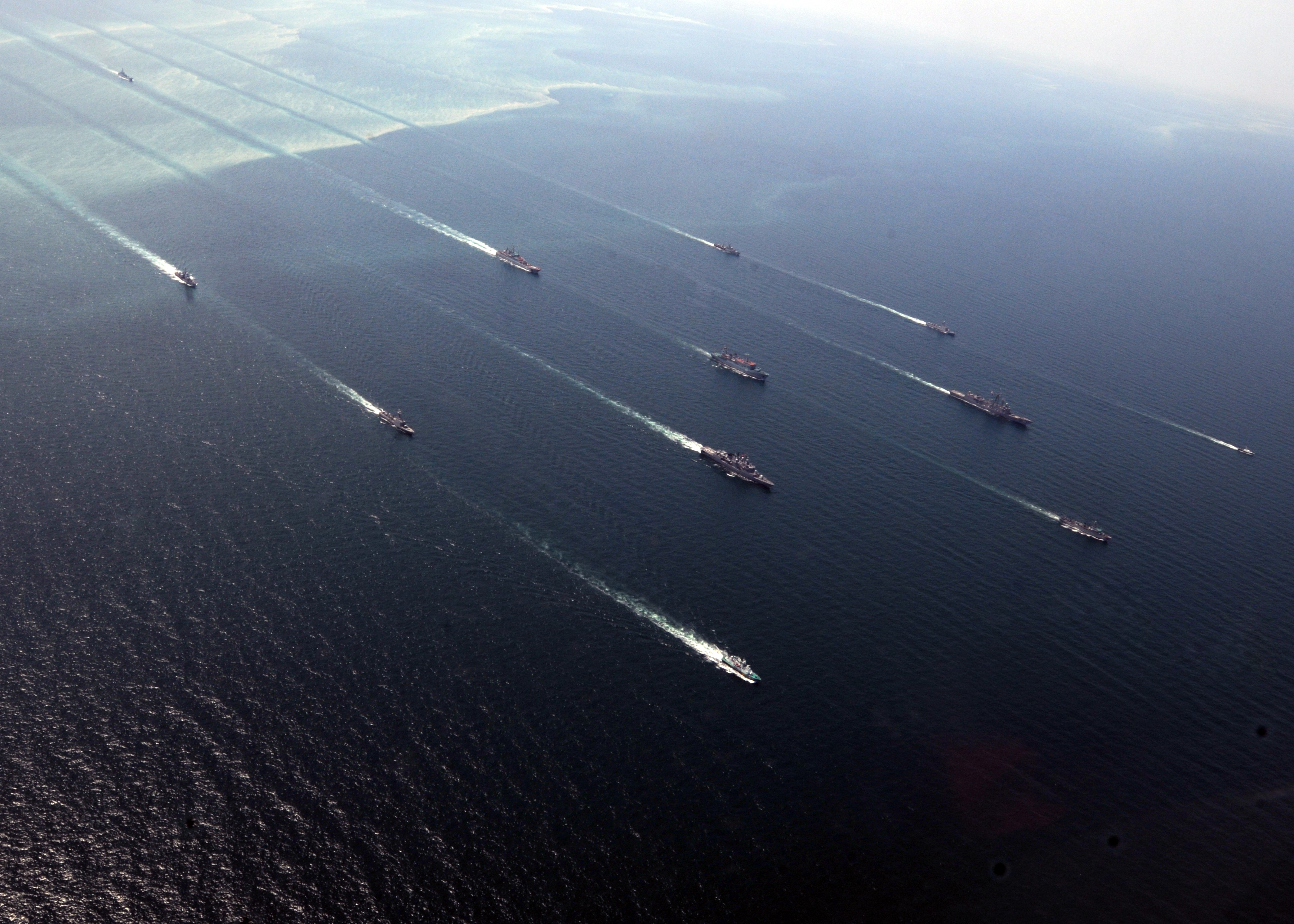
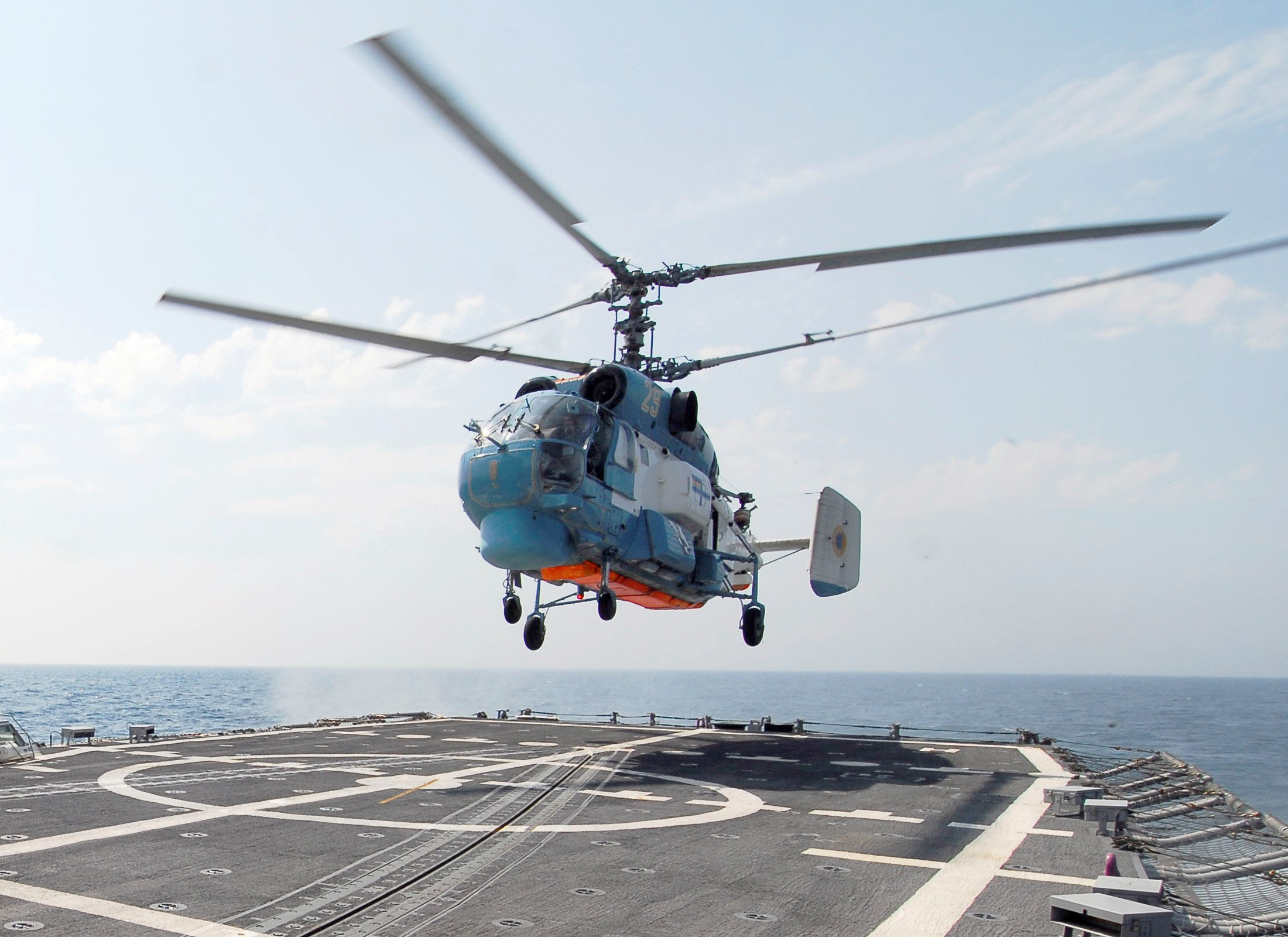
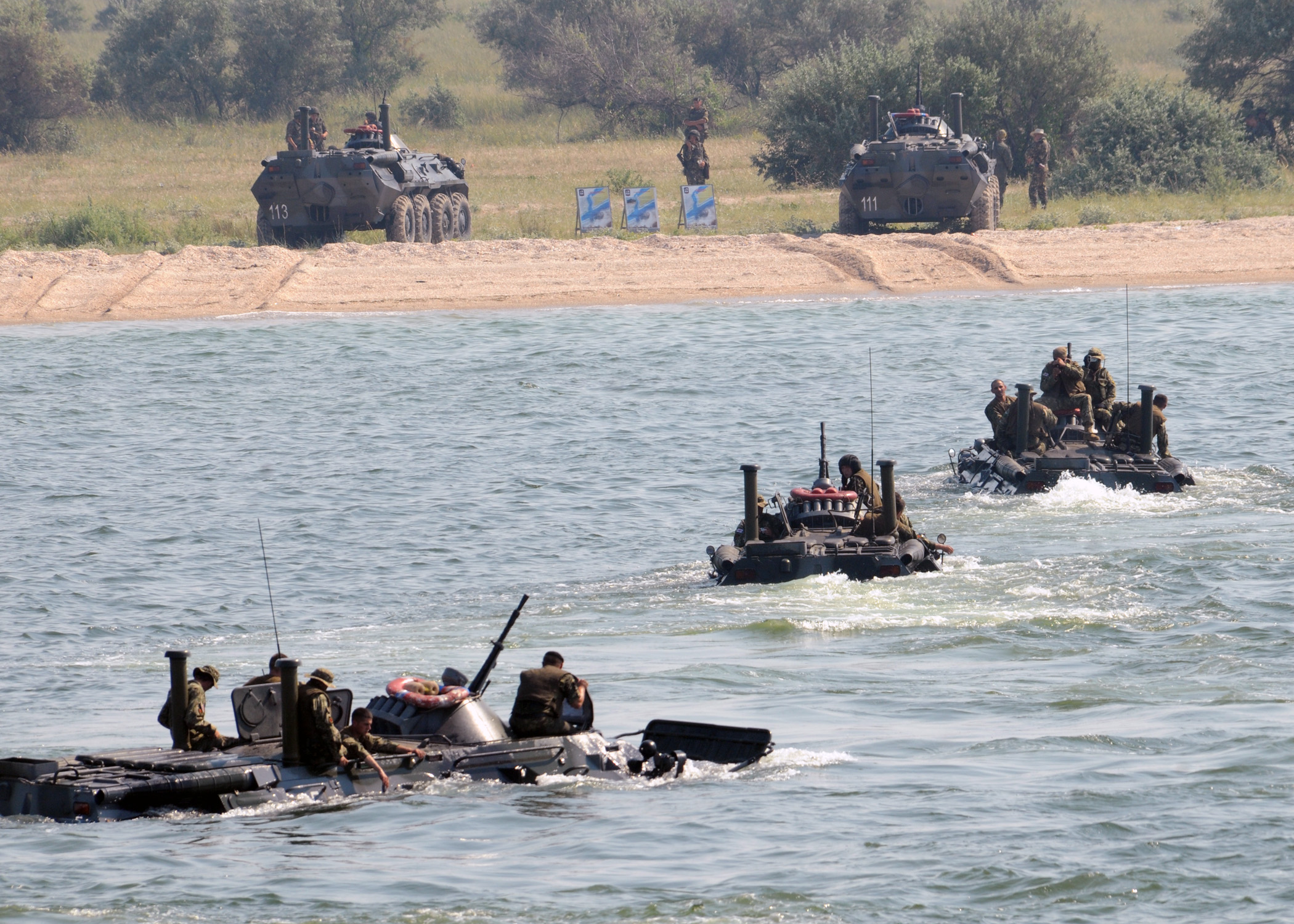
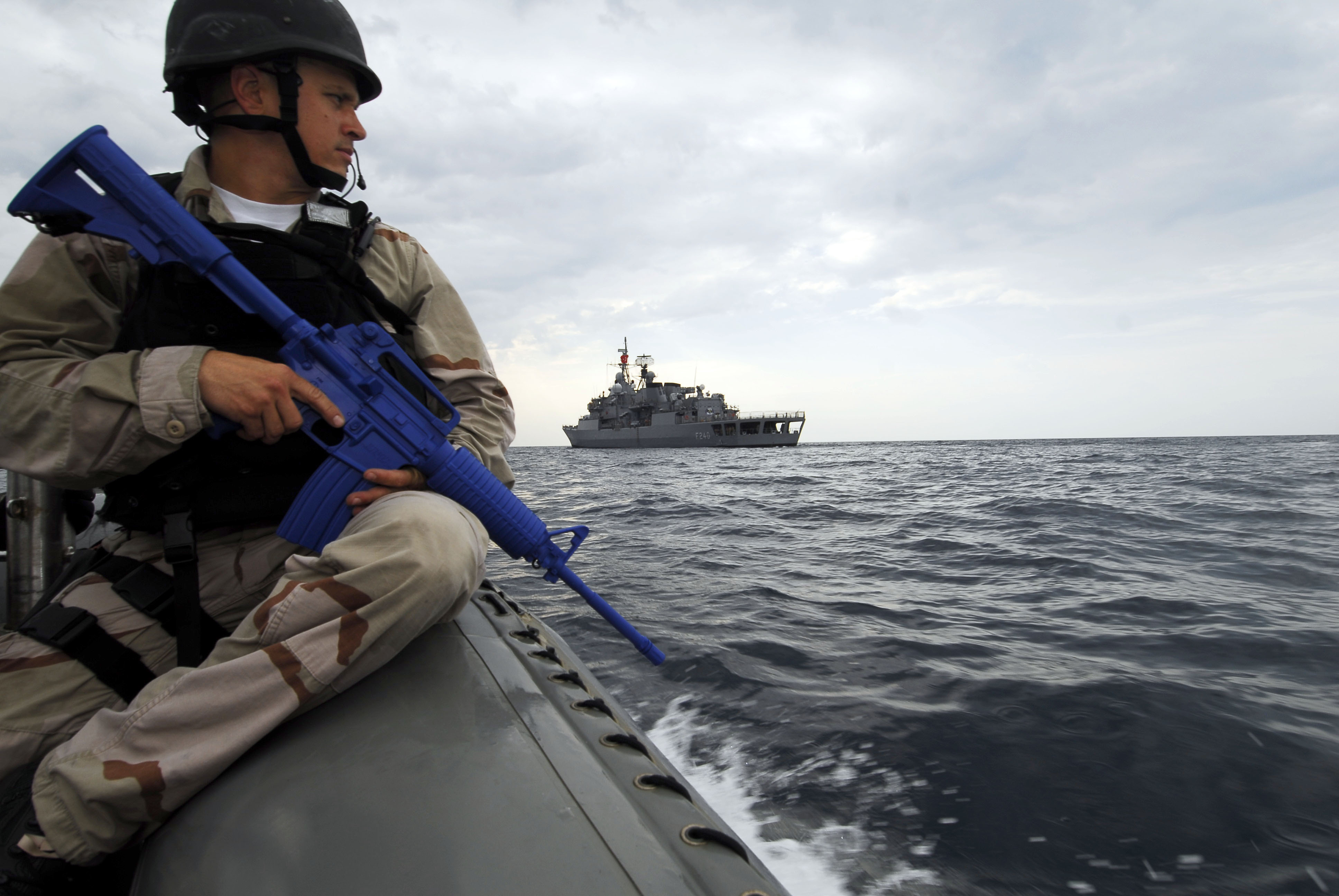

Берегова фаза навчань проходила на військовому полігоні «Широкий лан» у Миколаївській області, де у польовому таборі перебували українські, грузинські й молдовські військовослужбовці. Морська фаза відбувалась у північно-західній частині Чорного моря. Багатонаціональний штаб навчань «Сі бриз — 2010» розташовувався на території Західної військово-морської бази ВМС України в Одесі. Церемонії відкриття й закриття навчань пройшли в Одеському гарнізонному Будинку офіцерів.

### Сі Бриз—2011 (12— 18 червня)
В навчання взяли участь представники 17 країн: Азербайджану, Алжиру, Бельгії, Великої Британії, Грузії, Данії, Канади, Кенії, Македонії, Молдови, Нідерландів, Німеччини, Туреччини, США, України, Франції та Швеції.

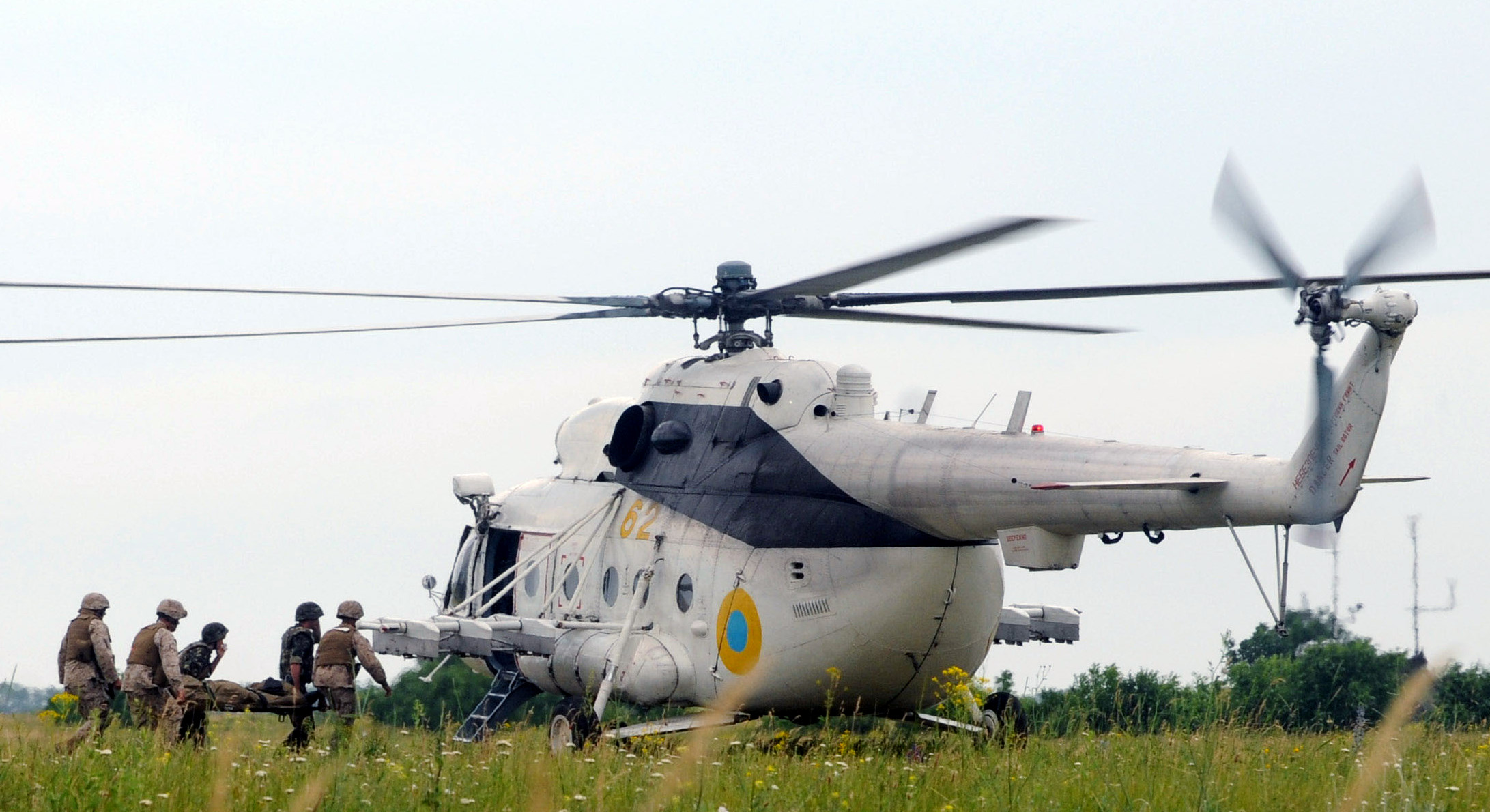
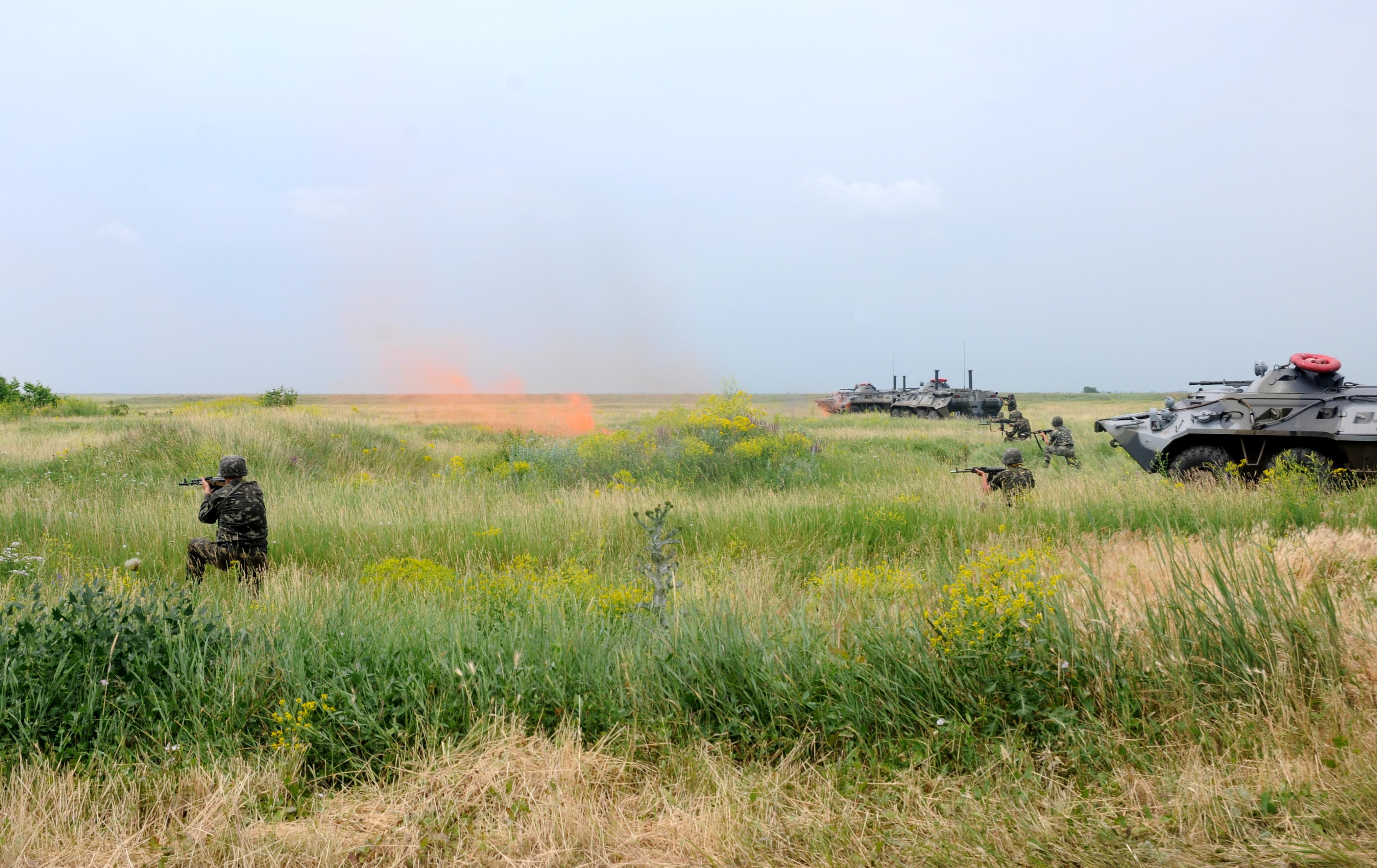
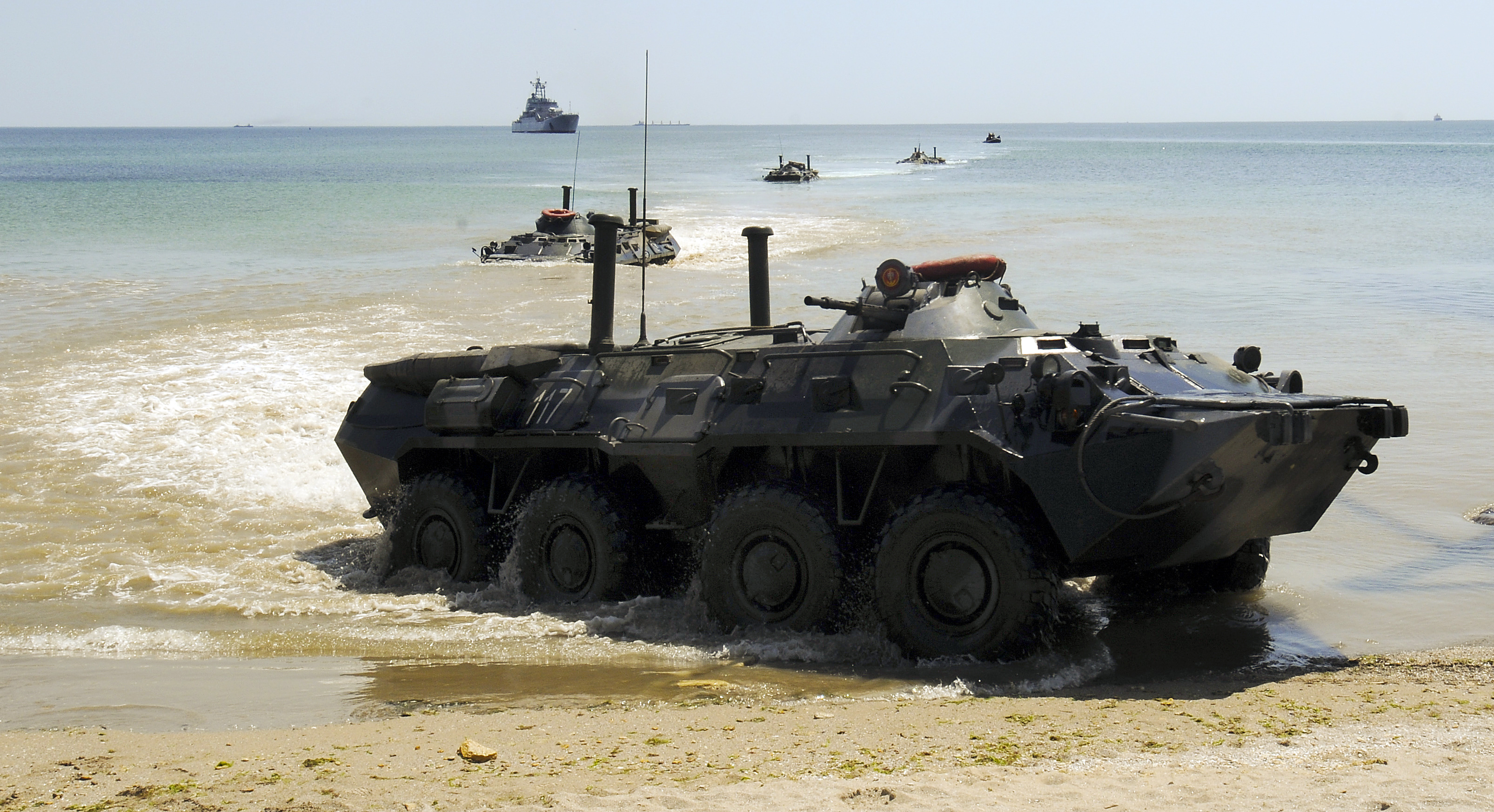
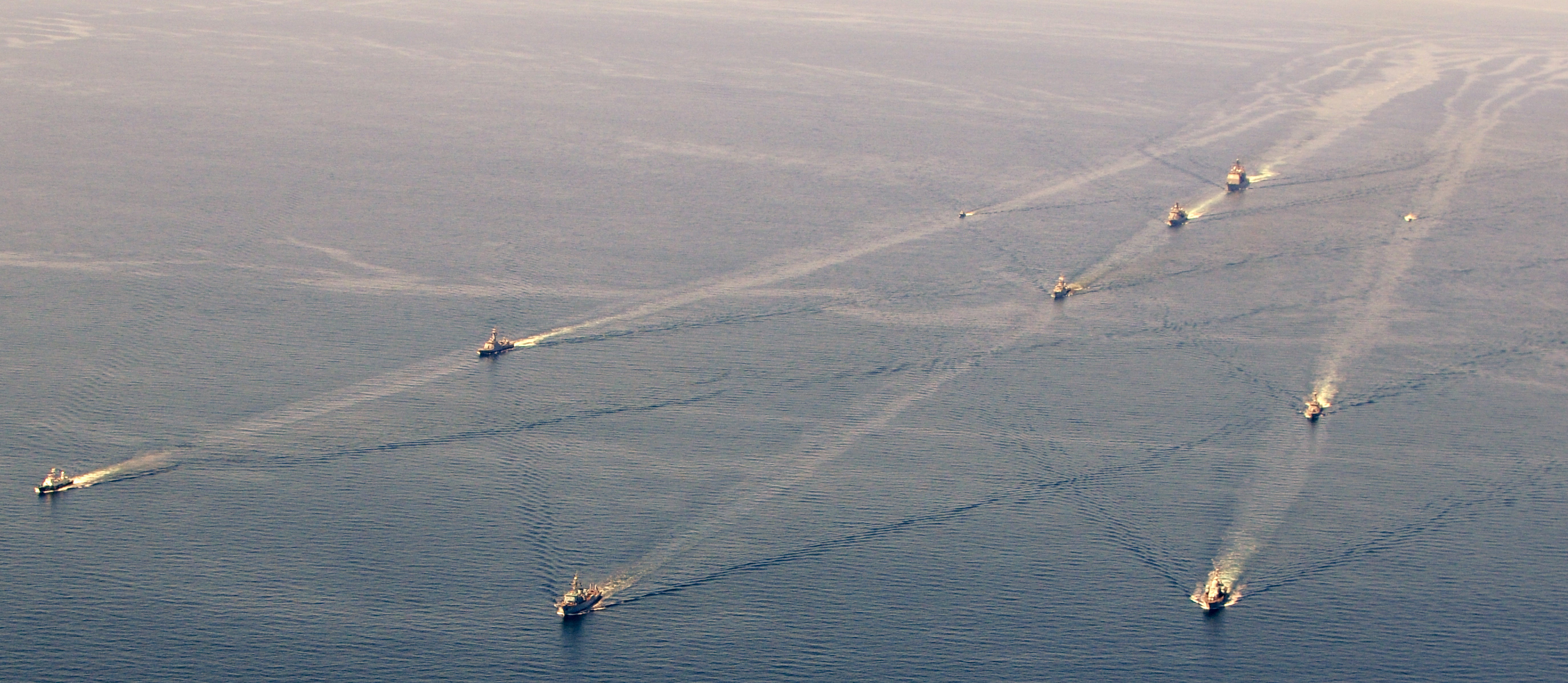

### Сі Бриз—2012 (9— 21 липня)
Церемонія відкриття відбулася в Будинку офіцерів м. Одеси. Тема навчань — проведення міжнародної операції з безпеки на морі. Запланована участь у маневрах військових з 17 країн.
Головним досягненням навчань стала сертифікація НАТО українських кораблів «Гетьман Сагайдачний» і «Костянтин Ольшанський», а також кількох підрозділів морської піхоти.

### Сі Бриз—2013 (8— 21 липня)
Навчання проводились в Одесі, в них взяли участь військові 10 країн-членів НАТО і партнерів військового Альянсу. За ходом навчань вперше спостерігали представники Об'єднаних арабських еміратів, Катару, Таїланду та Лівії.
В навчаннях узяли участь 1700 військовослужбовців, 15 кораблів, 10 літаків, 35 одиниць бронетанкової техніки.
Учасники відпрацьовували спільні дії під час евакуації мирного населення, контроль за безпекою морських перевезень, а також боротьбу з піратами.

### Сі Бриз—2014 (8— 10 вересня)
Навчання були заплановані до проведення в північно-західній частині Чорного моря. Метою навчань є проведення міжнародної операції зі встановлення та забезпечення зони безпеки судноплавства в кризовому районі. Навчання пройдуть відповідно до програми двостороннього співробітництва.

### Сі Бриз—2015 (31 серпня— 12 вересня)

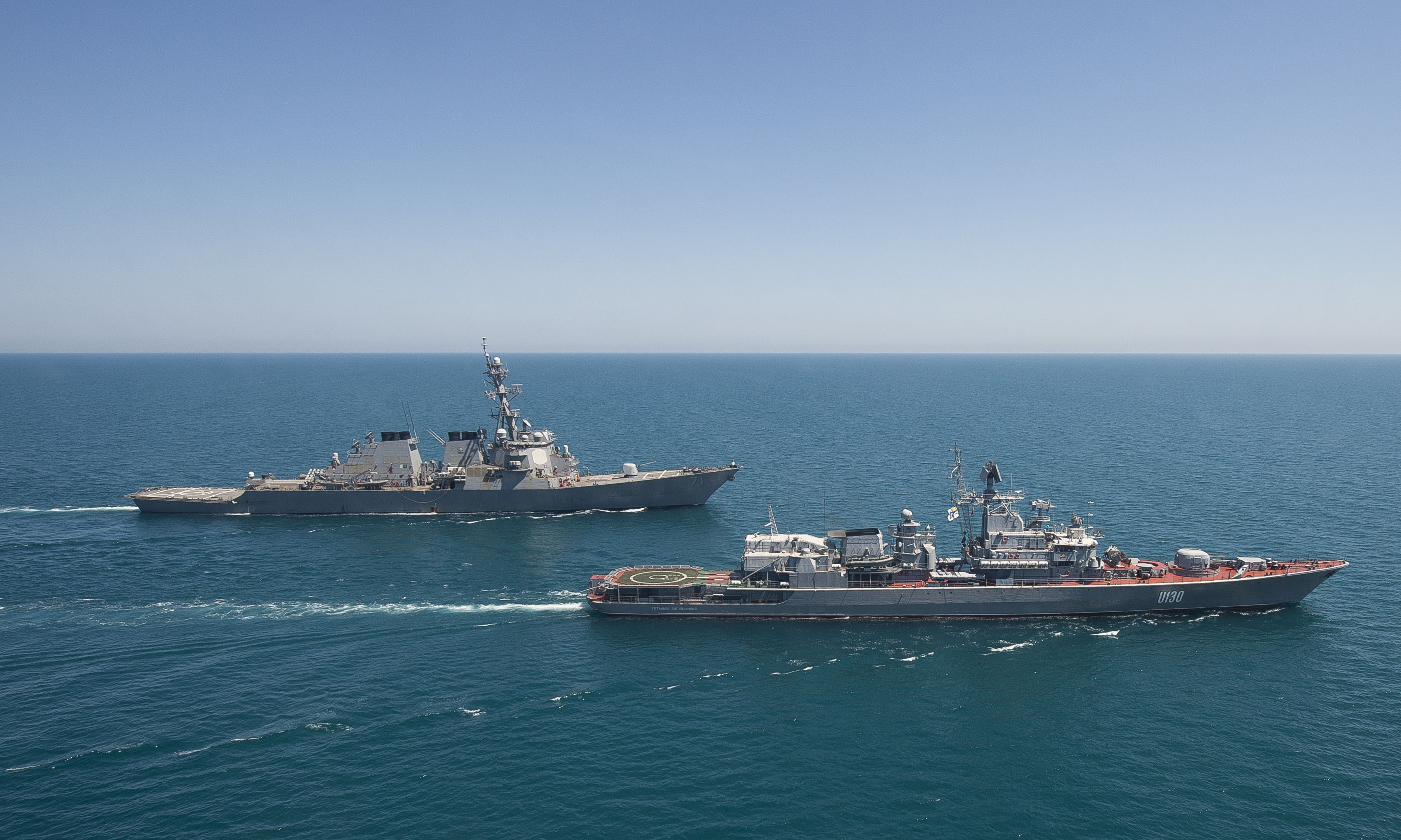
«Гетьман Сагайдачний» та «Росс» під час навчань

Навчання, котрі мали певну тактично-стратегічну специфічність через окупацію Криму, відбувалися у морі та на суші. Окрім України та США в них взяли участь військові з Німеччини, Італії, Британії, Швеції, Болгарії, Греції, Молдови, Румунії, Туреччини. Метою навчань є сприяння регіональній безпеці та бойове злагодження між країнами-учасниками.
Під час активної фази навчань кораблі-учасники від України, США, Румунії та Туреччини на зовнішньому рейді Одеси провели навчання з проводки за тралами. Далі морський компонент маневрів залучався до навчання з протикатерної оборони, передачу вантажів на ходу в морі, взаємодію з морською авіацією. Підрозділи України, США і Молдови відпрацювали розгортання підрозділів берегового компоненту — пошуково-рейдові дії, висадка морського та повітряного десантів, охорона та утримання важливих цивільних об'єктів інфраструктури.

### Сі Бриз—2016 (18— 30 липня)
У чергових навчаннях взяли участь 16 країн. У заходах, згідно з планом, були задіяні до 4 тисяч особового складу. Окрім фундаторів: України і США, учасниками стали Болгарія, Велика Британія, Греція, Грузія, Італія, Іспанія, Литва, Молдова, Норвегія, Польща, Румунія, Туреччина, Швеція і Фінляндія. До заходів були залучені понад 25 бойових кораблів, катерів та суден забезпечення від ВМС ЗС України, ДПС України, ВМС США, ВМС Румунії і ВМС Туреччини, близько 20 літаків і вертольотів, понад 140 одиниць автомобільної та бронетехніки, до 700 військовослужбовців морської піхоти та інших сухопутних підрозділів. Частина країн на навчанні були представлені тренувальними групами, офіцерами штабу, спостерігачами та інструкторами. З боку України, окрім ВМС і ДПС України, також було залучено особовий склад і техніку Сухопутних військ, Повітряних Сил та Національної гвардії.

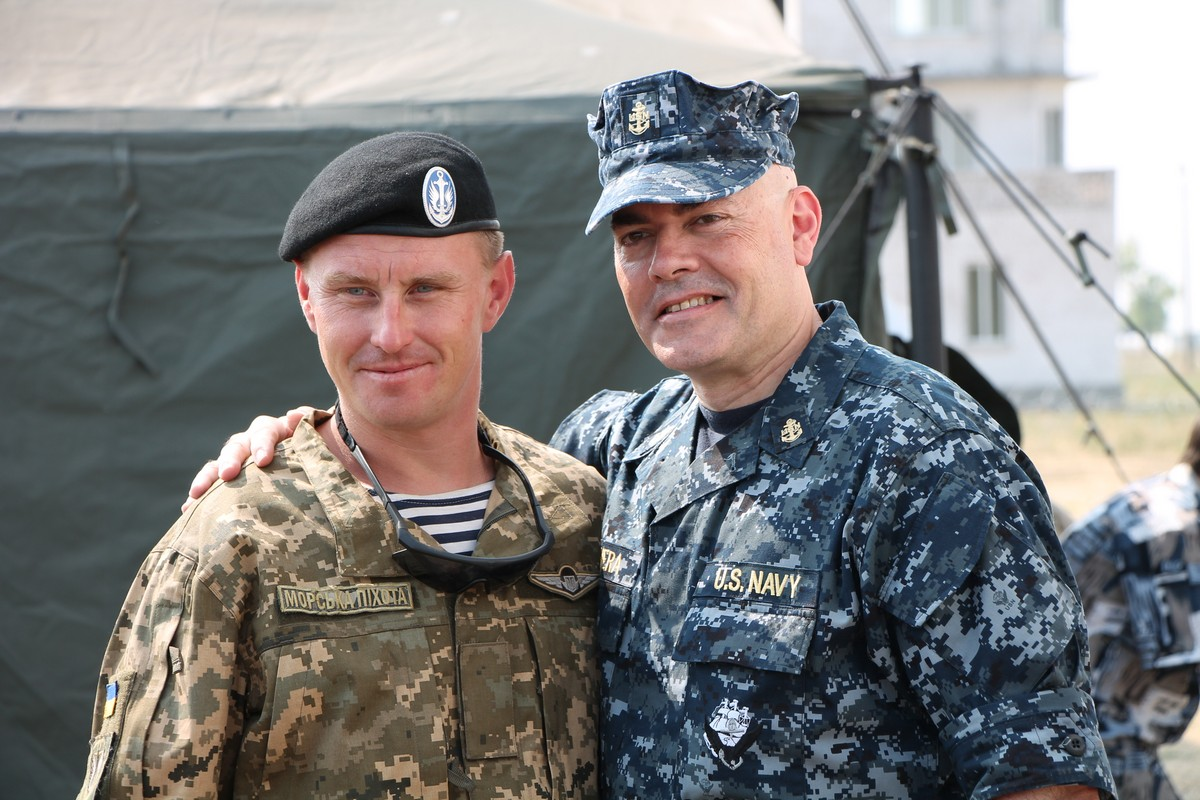
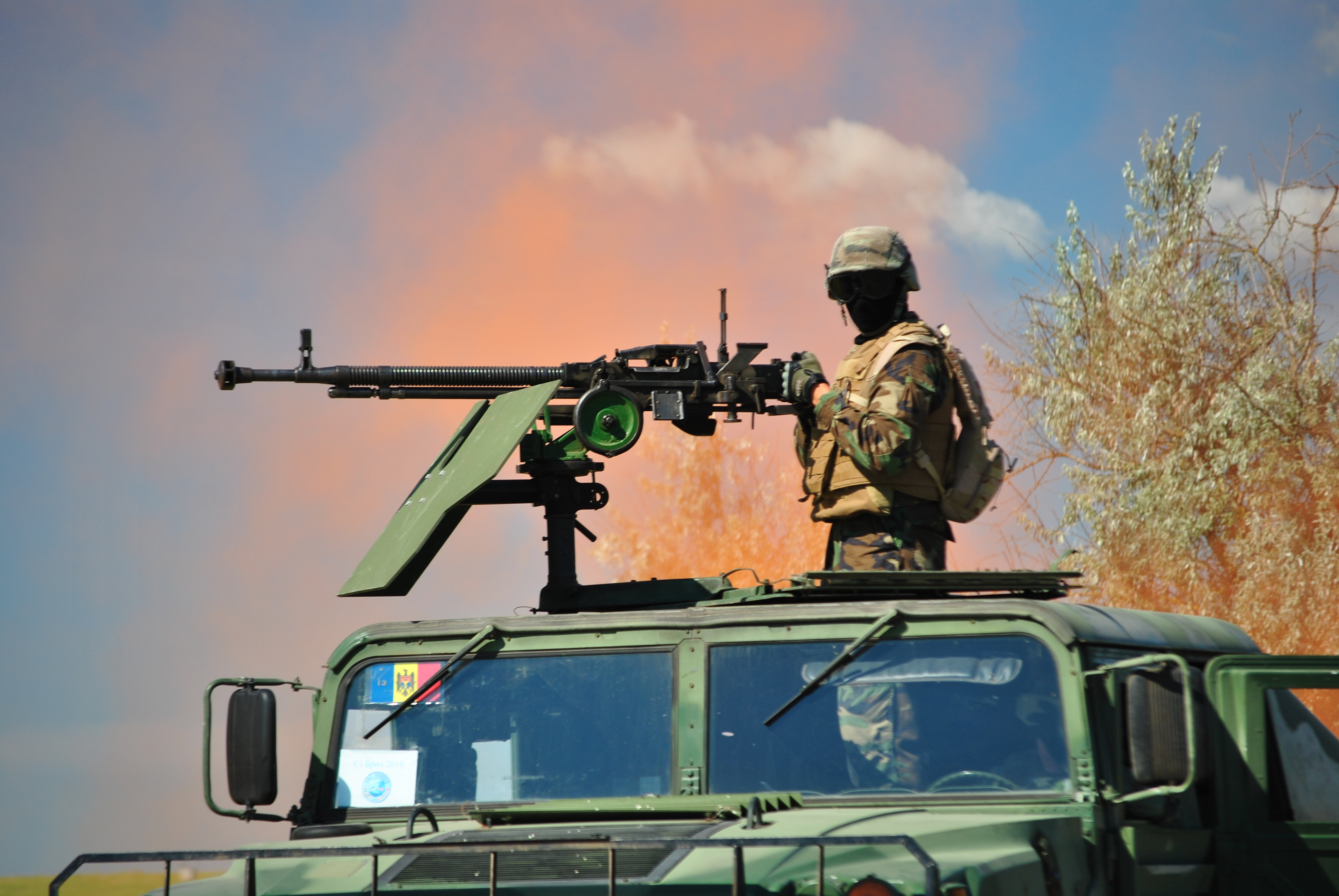
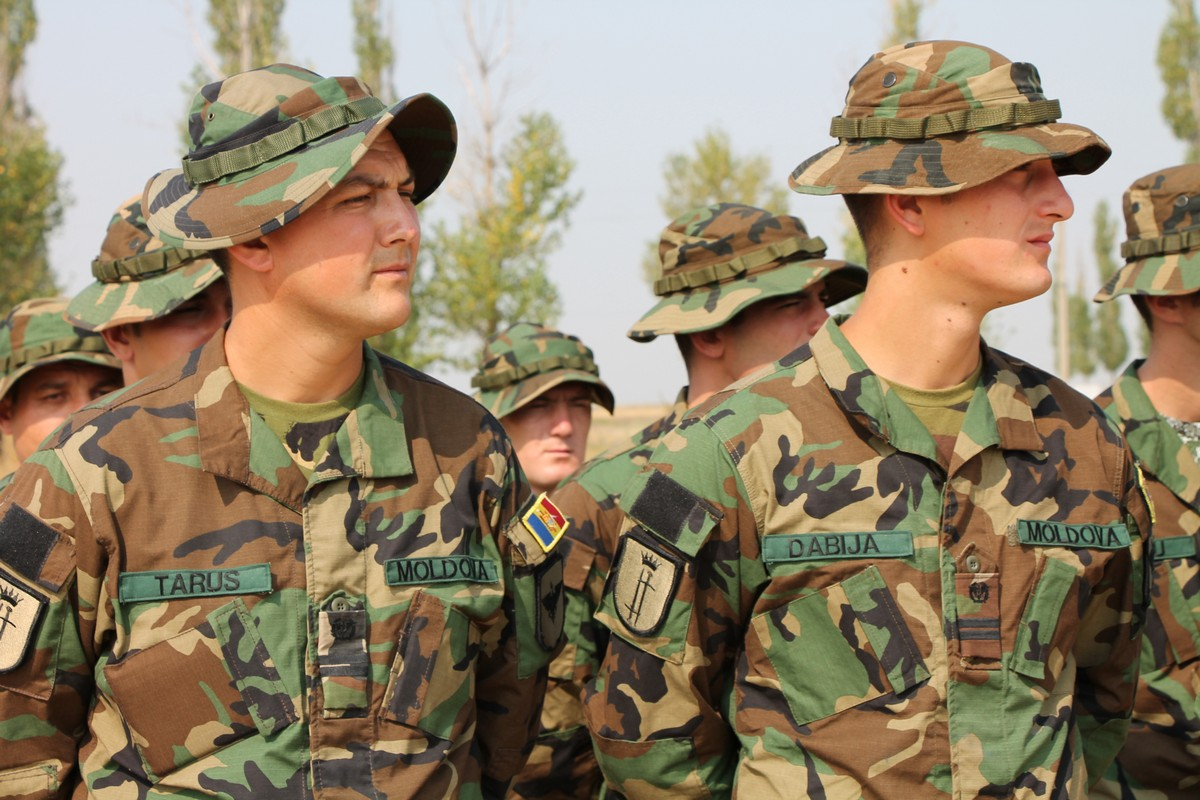
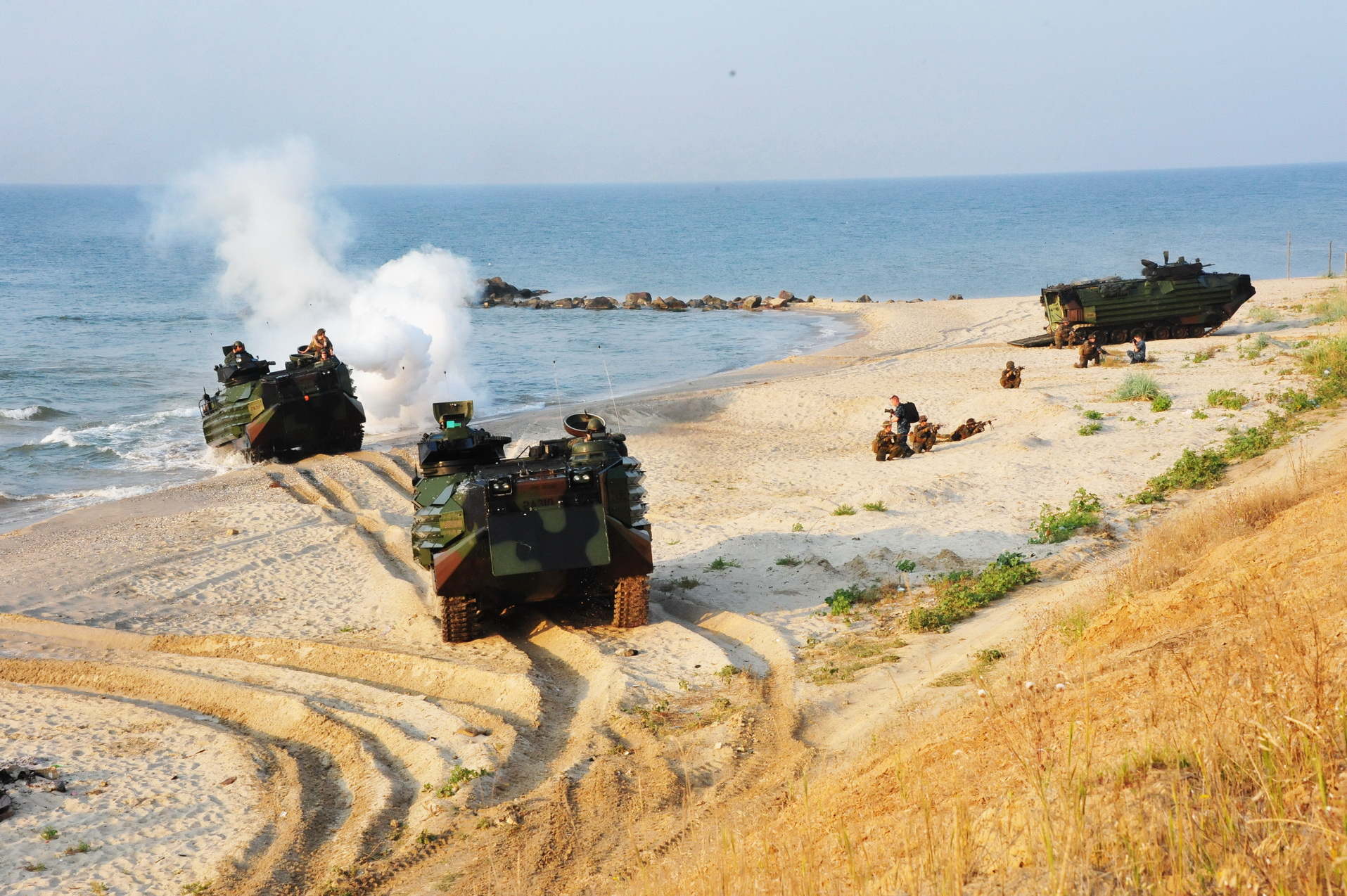
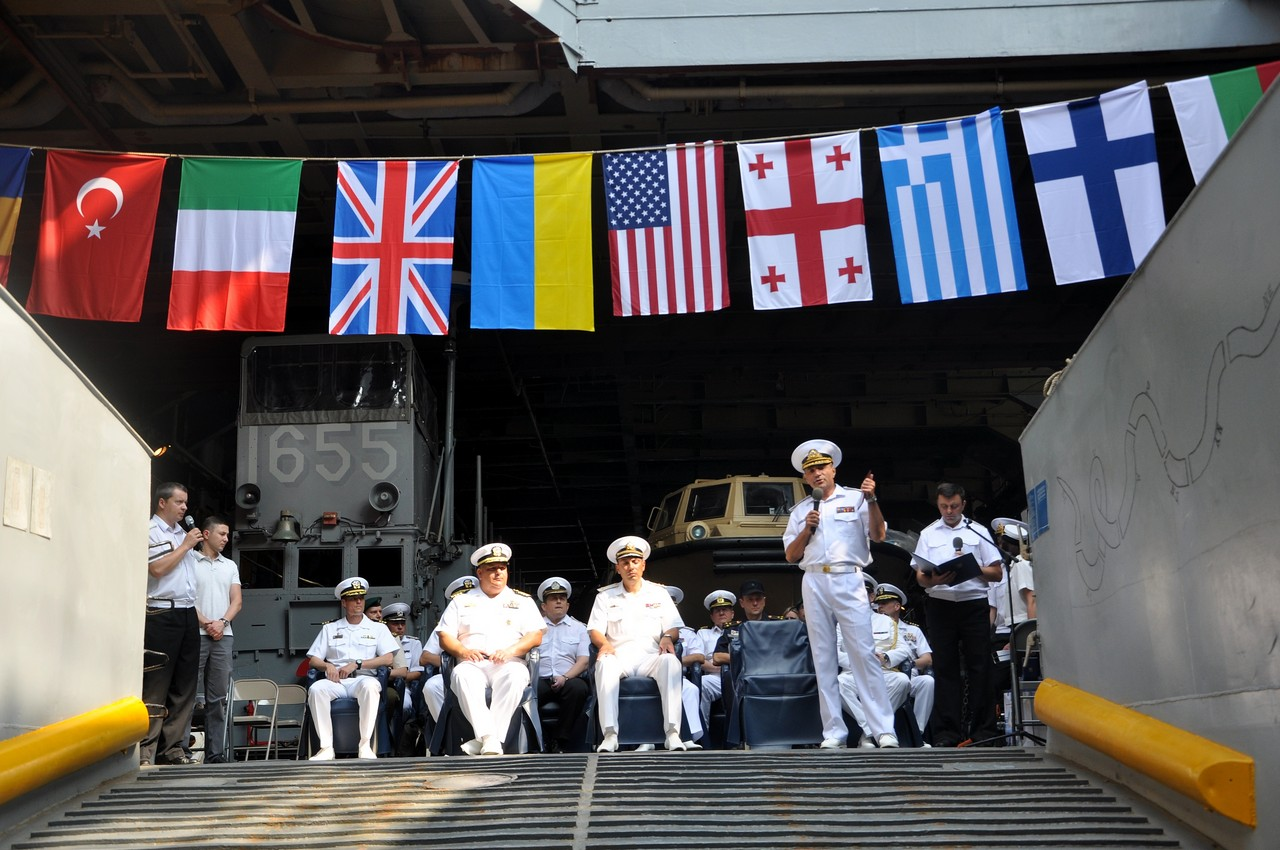

### Сі Бриз—2017 (10— 23 липня)
Загалом в навчанні були задіяні 31 корабель, катер і судно, 29 літальних апаратів, понад 3 тисячі особового складу.
В навчаннях взяли участь військовослужбовці 16 країн.

### Сі Бриз—2018 (9— 21 липня)
9 липня в Одесі урочисто відкрили українсько-американське навчання «Сі Бриз—2018». Метою навчання, до якого долучилися представники збройних сил 19 країн, є планування та проведення багатонаціональної морської операції з безпеки в кризовому регіоні.
Маневри будуть проводитися в Одеській та Миколаївській областях, а також на визначених морських полігонах Північно-Західної частини Чорного моря. Особливістю українсько-американського навчання «Сі Бриз — 2018» буде управління силами морського, повітряного та наземного компонентів безпосередньо з моря з борту штабного корабля ВМС США Mount Whitney. Особовий склад новоствореного Морського командування Військово-Морських Сил ЗС України складатиме основу багатонаціонального штабу й у взаємодії зі своїми іноземними колегами отримає практичний досвід планування операцій та управління силами за стандартами НАТО.
У військових маневрах буде задіяно 29 кораблів, катерів і суден, 1 підводний човен, 25 літальних апаратів, близько 3 тисяч особового складу. Основними навчально-бойовими елементами та завданнями стануть дії протикорабельної та протиповітряної оборони, висадки морського десанту на необладнане узбережжя, проведення рейдових дій, тактичне маневрування та плавання в ордерах.
21 липня на церемонії завершення навчань було повідомлено, що загалом під час навчання корабельні екіпажі пройшли в морі близько 2500 миль, авіатори здійснили понад 200 польотів із загальним нальотом близько 105 годин, морські піхотинці виконали більше 400 стрибків з парашутом, половина з яких — вночі, а 60 — на воду, дайвери провели під водою більше 70 годин.

### Сі Бриз—2019 (1— 12 липня)
В українсько-американському командно-штабному навчанні «Sea Breeze-2019» взяли участь понад 3 тисяч військовослужбовців, 24 бойові кораблі, 27 літальних апаратів з 19 країн світу. За інформацією пресцентру ВМС ЗС України, цього року у навчаннях «Сі Бриз» брали участь кораблі і підрозділи України, Сполучених Штатів Америки, Болгарії, Великої Британії, Греції, Грузії, Данії, Італії, Латвії, Естонії, Канади, Литви, Молдови, Норвегії, Румунії, Польщі, Франції, Туреччини та Швеції. Проведення навчань сплановано в чотири етапи. Основні зусилля під час навчань спрямовувалися на відпрацювання контролю та захисту морських комунікацій, важливої берегової інфраструктури.
На навчання Sea Breeze-2019 в Одесу вперше прибуло американське судно забезпечення USNS Yuma (T-EPF-8), яке за своїм типом є транспортно-десантним швидкохідним катамараном (Joint High Speed Vessels — JHSV), що призначений для перевезення військових підрозділів, техніки, спорядження.
12 липня 2019 року в Одесі завершилися міжнародні навчання Sea Breeze-2019. Як зазначив на церемонії закриття керівник навчань з української сторони, контр-адмірал Олексій Неїжпапа, багатонаціональні сили досягли повного взаєморозуміння, кораблі пройшли понад 2 тис. миль, піхотинці здійснили понад 300 стрибків з парашутами, водолази і льотчики відпрацювали по 300 годин, відповідно — під водою і в повітрі.
У рамках урочистого завершення міжнародних навчань Sea Breeze-2019 у Чорному морі, 15 кораблів Військово-морських сил України, а також Грузії, США, Канади, Великої Британії, Туреччини, Румунії та Болгарії, в чотирьох кільватерних строях пройшли разом одним курсом у напрямку одеського узбережжя. До параду кораблів були залучені: американський ракетний есмінець «Карні», британський есмінець «Дункан», українські судна — фрегат «Гетьман Сагайдачний», ракетний катер «Прилуки» та малий броньований артилерійський катер «Аккерман», канадський та турецький фрегати «Торонто» і Тургутрейс, фрегат «Р. Фердінанд» і корвети «Себастьян» та «Ластунул» ВМС Румунії, корвет «Бодри» ВМС Болгарії і грузинський катер берегової охорони «Очамчире».
За словами командувачки 6-го оперативного флоту ВМС США віце-адмірала Лізи Франчеті, «навчання Sea Breeze надали безліч унікальних можливостей для набуття нових знань і навичок, і продемонстрували високий рівень співпраці між США та нашими регіональними союзниками і партнерами для забезпечення готовності та оперативної сумісності в Чорноморському регіоні».

### Сі Бриз—2020 (20— 26 липня)
В українсько-американському командно-штабному навчанні «Sea Breeze-2020» була запланована участь понад 2 тисячі осіб із 9 країн, понад 20 кораблів, а також літаки, гвинтокрили тощо. Загалом у навчаннях, окрім України і США, взяли участь військовослужбовці шести країн, а саме — Болгарії, Грузії, Норвегії, Румунії, Іспанії та Туреччини.
В 2020 році через пандемію коронавірусу, міжнародні навчання серії «Сі Бриз» обмежені лише морською фазою із залученням авіації. Усі спільні заходи розгорталися в акваторії Чорного моря без контакту особового складу.
За словами командувача Військово-Морських Сил Збройних Сил України контр-адмірала Олексія Неїжпапи, основне призначення «Сі Бризу» — це підтримання стабільності й безпеки у Чорноморському регіоні. Тому головним завданням для морського компонента навчань стало — відпрацювання операцій за стандартами Альянсу, що направлені на забезпечення миру та безпеки у кризовому регіоні. За замислом Командування національного військового флоту, один з інструментів навчань серії «Сі Бризу», який слід максимально ефективно використати, — це перехід ВМС України на стандарти НАТО. Під час навчань корабельно-катерні тактичні групи українських ВМС мають набути необхідного рівня взаємосумісності, бойових та оперативних спроможностей діяти у взаємодії з кораблями Альянсу.
Передбачається, що в процесі навчань у морі кораблі країн-учасниць здійснюватимуть спільні тактичні маневрування, тренуватимуться з організації зв'язку, протимінних дій, передачі вантажів на ходу. Екіпажі кораблів та катерів відпрацюють питання взаємодії з тактичною та морською авіацією, проведуть низку навчань з протиповітряної, протикорабельної і протикатерної оборони на переході морем, відпрацюють завдання операцій з морського перехоплення та огляду судна-порушника. Крім того, сплановано виконання завдань з посилення охорони і оборони важливих об'єктів морської інфраструктури та море-господарського комплексу. Важливим випробуванням для військових моряків стане виконання бойових вправ артилерійських стрільб по морських і повітряних цілях, а також проведення навчань з боротьби за живучість та порятунку екіпажу корабля, що зазнав лиха в морі.
Міжнародні навчання «Sea Breeze-2020» тривали 7 днів. У навчаннях взяли участь ракетний есмінець типу «Арлі Берк» USS Porter (DDG-78) і патрульний протичовновий літак P-8 «Poseidon» ВМС США, а також кораблі постійної військово-морської групи НАТО, які прибули у Чорне море.
25 липня 2020 року, військові кораблі НАТО постійної військово-морської групи SNMG2, які брали участь в навчаннях «Sea Breeze-2020», зайшли до порту Одеса. Візит відбувся відповідно до Плану заходів міжнародного співробітництва Міністерства оборони України та Збройних Сил України. Серед іноземних військових кораблів, які завітали, фрегати Королівських ВМС Іспанії «Alvaro De Bazan», МС Румунії «REGINA MARIA» та ВМС Турецької Республіки «Yildirim».

### Сі Бриз—2021 (28 червня— 10 липня)
Навчання 2021 року стали наймасштабнішими, про що свідчить рекордна кількість країн-учасниць. В українсько-американському командно-штабному навчанні «Сі Бриз — 2021» була запланована участь близько 30 кораблів, катерів та суден, до 30 літаків і вертольотів, до 3000 особового складу та 50 одиниць озброєння та військової техніки. У навчаннях, окрім України і США, мали брати участь військовослужбовці таких країн: Австралія, Албанія, Болгарія, Бразилія, Велика Британія, Греція, Грузія, Данія, Естонія, Єгипет, Ізраїль, Іспанія, Італія, Канада, Латвія, Литва, Марокко, Молдова, Норвегія, Об'єднані Арабські Емірати, Пакистан, Республіка Корея, Румунія, Сенегал, Туніс, Туреччина, Франція, Швеція, Японія. Навчання «Сі Бриз — 2021» — найбільш представницькі за всю свою історію.
З української сторони у навчаннях була спланована участь 24 одиниць кораблів та катерів, 17 літаків, десятки одиниць озброєння та військової техніки.
Навчання відбувалися в акваторії Чорного моря, поблизу в міст Одеса, Очаків, в Дністровському лимані, біля Кінбурнської коси, островів Зміїний і Первомайський, в дельті річки Дунай та інших районах України.
Керування застосуванням та забезпечення взаємодії між підрозділами було покладено на Морське командування ВМС ЗС України, яке було створено у минулому році відповідно плану реформування українського флоту.
Темою навчання «Сі Бриз — 2021» стало проведення міжнародної морської операції з безпеки в кризовому регіоні для підтримання миру та безпеки. Метою тренування було набуття досвіду під час проведення операцій у складі багатонаціональних сил міжнародних операцій.
Головними завданнями навчань стала підготовка військовослужбовців, штабів та підрозділів ВМС України до спільних дій з військовими формуваннями збройних сил держав-членів НАТО, отримання досвіду оперативного планування, ведення бойових дій за стандартами та процедурами НАТО, підвищення рівня взаємосумісності та міжвидового співробітництва між збройними формуваннями України та збройними силами держав членів та партнерів Північноатлантичного Альянсу.
Основний наголос було зроблено на відпрацюванні таких елементів, як протичовнова, протикатерна, протиповітряна оборони, протимінні дії, прибережні, річкові і морські операції з перехоплення і протидії незаконним збройним формуванням.
Була відпрацьована і протидія інформаційним операціям та кібербезпека, оборона важливих об'єктів інфраструктури із залученням авіаційних і сухопутних підрозділів та сил спеціальних операцій.
Під час берегової компоненти навчань було відпрацьовано взаємодію багатонаціональної тактичної групи у ході спільної операції в умовному «кризовому регіоні» за участю морських піхотинців та спеціальних підрозділів країн-учасниць.
Урочиста церемонія відкриття навчань відбулась в Одесі 28 червня 2021 року.
Літак із бортовим номером 347 Королівських Повітряних сил Великої Британії прибув з авіабази Лоссімут до Румунії в квітні 2021 року разом з трьома іншими винищувачами. А 30 червня 2021 року він був присутній на медіа дні авіаційної компоненти навчань у Миколаєві. На «Sea Breeze — 2021» британські льотчики відпрацювали взаємодію з українськими льотчиками на винищувачах МіГ-29 та Су-27, а також штурмовику Су-25.
9 липня 2021 року, в передостанній день навчань, у Чорному морі корабельне з'єднання навчань «Сі Бриз—2021» вишиковувались в строї та ордери — це завершальний етап морської фази навчань.
10 липня 2021 року, в м. Одесі відбулася офіційна церемонія закриття навчань.

## Протидія проведенню
Ліві та проросійські сили України протягом декількох років виступали проти навчань «Сі Бриз», які вони розглядали як експансію НАТО. Найбільші протести, організовані КПУ та ПСПУ Вітренко за інформаційної підтримки російських державних ЗМІ, відбулися влітку 2006 року, коли були заблоковані кораблі та військовослужбовці США в Феодосії.
18 липня 2008 року, Росія висловила занепокоєння в зв'язку з, на їхню думку, «антиросійським характером» навчань та участю в них позарегіональних держав.
В 2019 році, одну з локацій морської компоненти навчань «Сі-Бриз-2019», які стартували 1 липня на півдні України, довелося змінювати буквально напередодні навчань через попередження з боку Росії, повідомив під час відкриття навчань командувач ВМС Збройних Сил України Ігор Воронченко. «Напередодні навчань ми отримали повідомлення про закриття однієї з ділянок Чорного моря. Ви дивуєте нас, втім ми звикли до такої поведінки Росії, але ви також дивуєте міжнародних партнерів. Ми змінили район навчань, ми не зобов'язані були діяти саме в тому районі. Будемо укріплювати навички з виконання задач на морі, в повітрі та на суші разом із нашими партнерами», — заявив адмірал.
Спільні міжнародні військові навчання «Сі-Бриз-2019» викликали неабияку паніку в країни-агресора. Так, на тлі навчань НАТО і України група військових кораблів Чорноморського флоту ВМФ Росії вирішила теж провести бойову підготовку. Окрім того, невідомі повідомили про замінування Морського вокзалу в Одесі і висунули несподівані вимоги. У російських навчаннях задіяні 10 кораблів Чорноморського флоту. Зокрема, — великі десантні кораблі «Азов» і «Цезарь Куников», малі ракетні кораблі «Орехово-Зуево» та «Мираж», ракетні катери «Ивановец», «Набережные Челны» і «Р-60» тощо. Про це інформує Міноборони Росії, у повідомленні якого зазначено, що зазначені кораблі «контролюватимуть бойові судна НАТО», які беруть участь у «Сі-Бриз-2019».
10 липня 2019 року, близько 08:00, російський корабель «Сметливый» зайшов на закриту територію міжнародних навчань «Сі Бриз—2019», де проводилися практичні стрільби корабельної артилерії морського угруповання міжнародної коаліції. «Корабель Чорноморського флоту був опитаний фрегатом „Гетьман Сагайдачний“ відповідно до міжнародного протоколу, але удав, що має „проблеми“ зі зв'язком», — заявили у ВМС ЗС України.
22 липня 2020 року, Російська Федерація знову вдалася до провокацій на Чорному морі, провокуючи болгарський військовий корабель «Бодри» на міжнародних навчання «Sea Breeze-2020». Зокрема, під час відпрацювань маневрів, на болгарський корабель по радіоефіру вийшов російський патрульний корабель Берегової охорони ФСБ Росії з вимогою покинути район перебування. Командир російського військового корабля називав перебування «Бодри» у визначеному районі провокацією, а сам район — «виключною економічною зоною Росії». Також він акцентував на те, що цей район зараз є закритим.
2 липня 2021 року, Російська Федерація вивела в море всі кораблі Чорноморського флоту, намагаючись протидіяти міжнародним навчанням «Сі Бриз—2021». Представник Головного управління розвідки Міністерства оборони України Вадим Скібіцький зазначив, що такі дії викликані страхом Росії втратити свою домінувальну роль на півночі Чорного моря.
9 липня 2021 року, Російська Федерація цілеспрямовано провела інформаційну операцію проти України. До цих дій були залучені структури інформаційно-психологічних операцій Південного військового округу ЗС РФ при підтримці кіберпідрозділів центрального підпорядкування, розвідувальних органів та всієї пропагандистської машини Кремля. 9 липня мали місце випадки хакерських атак структур держави-агресора на вебпортал ВМС ЗС України. У результаті, відбулася публікація деяких документів та переважно фейкових повідомлень, пов'язаних з навчаннями «Сі Бриз—2021». При цьому, жоден з документів не був отриманий в результаті витоку інформації з інформаційно-телекомунікаційних систем ЗС України. Мало місце тимчасове припинення роботи сайту українського флоту, яке було спричинено використанням уразливостей фреймворка, який свого часу використовувався для його створення. Крім того, було зафіксовано випадки безуспішних DDoS-атак проти офіційного вебпорталу МО України.